# Synophis insulomontanus
Synophis insulomontanus — вид змій родини полозових (Colubridae). Ендемік Перу. Описаний у 2015 році.

## Поширення і екологія
Synophis insulomontanus мешкають на східних схилах Перуанських Анд на півночі і в центрі країни. Вони живуть у вологих тропічних лісах, на висоті від 1100 до 1800 м над рівнем моря.